# Gaură de vierme

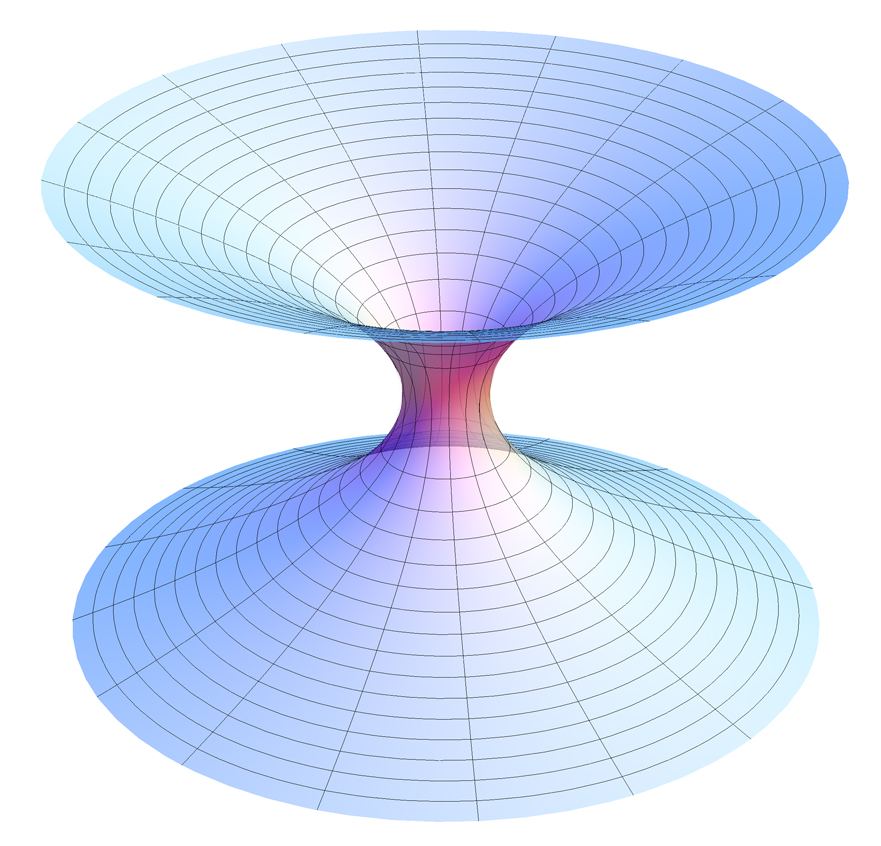
Gaură de vierme Lorentziană (Schwarzschild)

Găurile de vierme sunt soluții teoretice pentru ecuații ale teoriei generale a relativității, care descrie spațiul și timpul.
Au fost pentru prima dată descrise în 1935 de către Albert Einstein și Nathan Rosen și de aceea au fost numite inițial Poduri Einstein-Rosen.
Numele de gaură de vierme provine de la analogia cu un vierme care, în loc să se deplaseze la suprafața mărului, se deplasează prin măr. Deci o ia pe o scurtătură numită gaură de vierme.

## Baze teoretice
Teoria generală a relativității extinde spațiul euclidian al experienței umane cu un spațiu-timp mai general cu o curbură. Cauza acestei curburi este masa obiectelor, sau - ceea ce este echivalentul acesteia în teoria relativității - energie. Ecuațiile teoriei generale a relativității ne oferă soluții care pentru noi pot avea și proprietăți neobișnuite. Găurile de vierme sunt construcții topologice, care „leagă” zone îndepărtate ale universului printr-o „scurtătură”. Sfârșitul unei găuri de vierme îi apare unui observator drept un glob, care îi arată mediul care înconjoară celălalt capăt. Deși un călător care se deplasează printr-o gaură de vierme nu poate depăși viteza luminii, totuși, relativ la punctele de plecare, respectiv de sosire, a avut loc o călătorie la viteză superioară celei a luminii. Deoarece călătorul s-a deplasat dintr-un loc în altul, fără a exista în punctele intermediare dintre ele, asa călătorie satisface definiției de teleportare. 
Găurile de vierme reprezintă o extensie a soluțiilor pentru ecuațiile lui Einstein prin găuri negre dincolo de raza Schwarzschild. Existența găurilor de vierme ca obiecte fizice este controversată și reprezintă obiectul cercetării actuale. Faptul că o ecuație fizică dispune de anumite soluții, încă nu înseamnă că aceste soluții sunt într-adevăr realizabile. Contribuțiile actuale în domeniu provin de la experți precum Leonard Susskind și Kip Thorne.

## Călătoria în timp
Teoria generală a relativității prezice faptul că dacă există găuri de vierme traversabile, ele ar putea permite călătoria în timp. Aceasta ar fi realizată prin accelerarea unui capăt al găurii de vierme la o viteză foarte mare față de celălalt capăt și a-l aduce înapoi ceva mai târziu; dilatarea temporală din teoria relativității restrânse ar rezulta în faptul că acceleratul capăt ar îmbătrâni mai încet decât cel staționar, așa cum e văzut el de un observator extern, similar celui din paradoxul gemenilor. Totuși, timpul curge diferit prin gaura de vierme decât înafara ei, astfel încât ceasuri sincronizate din fiecare capăt al ei vor rămâne sincronizate cu cineva care călătorește prin ea, indiferent de cum se mișcă ale ei capete. Aceasta înseamnă că orice intră prin capătul accelerat al găurii de vierme va ieși prin cel staționar într-un moment anterior intrării sale.
De exemplu, luăm două ceasornice la cele două capete ale ei, amândouă indicând anul 2000. După ce este pornit într-o excursie la viteze relativiste, capătul accelerat este adus înapoi în aceeași regiune cu capătul staționar, iar ceasornicul capătului accelerat indică anul 2005, iar cel de la capătul staționar indică anul 2010. Un călător care a intrat prin capătul accelerat va ieși prin capătul staționar când ceasornicul de acolo indică anul 2005, în aceeași regiune, dar cinci ani în trecut. O astfel de configurație a găurii de vierme ar permite liniei de univers a unei particule să formeze o buclă închisă în spațiu-timp, numită curbă temporală închisă.
Se consideră că nu va fi posibil să se convertească în acest mod o gaură de vierme într-o mașină a timpului; predicțiile sunt făcute în contextul teoriei relativității generale, dar această teorie nu ține seama de efectele cuantice. Unele studii folosind abordarea semiclasică a gravitației pentru a încorpora efectele cuantice în relativitatea generală indică faptul că o buclă de feedback de particule virtuale ar circula prin gaura de vierme cu o intensitate din ce în ce mai mare, distrugând-o  înainte ca orice informație să poată să fie transportată prin ea, în concordanță cu ipoteza protecției cronologice. Acest fapt a fost pus la îndoială de sugestia că radiația s-ar împrăștia după ce călătorește prin gaura de vierme, prevenind astfel acumularea infinită. Dezbaterea asupra acestei chestiuni este descrisă de Kip S. Thorne în cartea Black Holes and Time Warps, iar o discuție mai tehnică poate fi găsită în The quantum physics of chronology protection de Matt Visser. Există și inelul roman, care este o configurație de mai mult de o gaură de vierme. Acest inel pare să permită o buclă temporală închisă cu găuri de vierme stabile atunci când este abordată prin prisma gravitației semiclasice, lipsind totuși o teorie completă a gravitației cuantice nu este clar dacă abordarea semiclasică este de încredere în această privință.